# Pholidornis rushiae
L'ilia scagliosa (Pholidornis rushiae (Cassin, 1855)) è un uccello passeriforme africano di incerta collocazione tassonomica. È l'unica specie nota del genere Pholidornis Hartlaub, 1857.

## Distribuzione e habitat
La specie ha un ampio areale subsahariano che comprende: Angola, Benin, Camerun, Repubblica Centrafricana, Congo, Repubblica Democratica del Congo, Costa d'avorio, Guinea Equatoriale, Gabon, Ghana, Guinea, Liberia, Nigeria, Sierra Leone, Togo e Uganda.

## Tassonomia
Sono note le seguenti sottospecie:
- P. r. ussheri
- P. r. rushiae
- P. r. bedfordi
- P. r. denti